# Происшествие в улице Пса (рассказ)
«Происшествие в улице Пса» — романтический рассказ русского писателя Александра Грина, написанный и впервые опубликованный в 1909 году.

## Сюжет и судьба текста
Главный герой рассказа — некто Александр Гольц. После того, как его бросила возлюбленная, он обретает чудесные способности: превращает водку в воду, достаёт золотую монету из куриного яйца. За Гольцем следует восхищённая толпа. Однако он застреливается, и зеваки оказываются разочарованы, когда узнают о причинах самоубийства.
Небольшой рассказ «Происшествие в улице Пса» был написан в 1909 году и увидел свет 21 июня того же года на страницах газеты «Слово». В 1910 году он был включён в авторский сборник «Штурман „Четырёх ветров“», в 1915 дал название ещё одному сборнику. Литературоведы отмечают, что в названии рассказа содержится явная отсылка к Эдгару По и его «Убийству на улице Морг»; однако в отличие от американского писателя Грина интересует не детективная интрига, а нравственная проблематика.